# Ascalaphus procax
Ascalaphus procax är en insektsart som beskrevs av Walker 1853. Ascalaphus procax ingår i släktet Ascalaphus och familjen fjärilsländor. Inga underarter finns listade i Catalogue of Life.